# نيتشيا
نيتشيا (بالإنكليزية: Nichia) شركة يابانية متخصصة في الإنتاج والهندسة الكيميائية مقرها اليابان وهي الشركة الام لعدد من الشركات العالمية المتخصصة في الفسفور الصمام الثنائي الباعث للضوء (LED), والليزر ومكونات البطاريات وكلوريد الكالسيوم.
يقع مقر الشركة في مدينة توكوشيما في اليابان، وتعتبر من أكبر مصدري الصمامات الباعثة للضوء في العالم، توجد منتجات الشركة في الكثير من التطبيقات مثل إضاءة العرض والإضاءة الخلفية لشاشات،LCD وإضاءة السيارات ووسائل النقل الأخرى وفي مختلف تطبيقات الإضاءة

## وصلات خارجية
- صفحة الشركة على الشبكة العنكبوتية